# Erik Bohlin
Erik Viktor Bohlin (Orsa, 1º giugno 1897 – Orsa, 8 giugno 1977) è stato un ciclista su strada svedese.

## Palmarès

### Olimpiadi
- Bronzo a Parigi 1924 nella corsa a squadre.